# Rio Adalin
O Rio Adalin é um rio da Romênia afluente do rio Dragu, localizado no distrito de Sălaj.